# Mariane Gaburro
Mariane Gaburro (nascida em 26 de setembro de 1993, em Mogi das Cruzes) é uma jogadora de futebol brasileira naturalizada italiana, atacante do Fiammamonza.

## Características técnicas
Avanço rápido, com bons dribles, com propensão a ajudar.

## Biografia
Mariane nasceu no Brasil, em Mogi das Cruzes, no Estado de São Paulo, mas aos 4 anos foi adotada por uma família italiana e adquiriu sua nacionalidade. Já aos 5 anos se apaixonou pelo futebol.

## Carreira
Mariane Gaburro começou a jogar nas categorias de base mistas até 2007, altura em que chega à sua equipe principal com uma formação inteiramente feminina, a Sovicese, sendo incluída na equipe que joga na Série D. Depois de apenas uma temporada, ela foi contatada por Fiammamonza, que lhe ofereceu a oportunidade de vestir a camisa do time e participar do Campeonato da Primavera.
Com o clube de Monza logo foi convocada para a primeira equipe, jogando na Serie A da temporada 2008-2009 e, depois de ser rebaixada para a Serie A2, contribuindo na temporada 2011-2012 para a reconquista da posição na primeira divisão do Campeonato Italiano de Futebol Feminino. Gaburro permaneceu no Fiammamonza até o final da temporada 2012-2013, saindo com um ativo de 28 gols em 95 jogos.
No verão de 2013, depois de avaliar várias propostas, ele decidiu assinar um contrato com o San Zaccaria, um clube de Ravenna, que joga no campeonato da Série B e visa a promoção. Com o San Zaccaria, no final da temporada 2013-2014, contribuiu para conquistar a histórica promoção à primeira divisão, ao marcar 10 gols em 17 jogos.
No final da temporada, no verão de 2014, ela foi emprestada ao AC Seattle, time feminino da cidade norte-americana de mesmo nome que participa da Women's Premier Soccer League (WPSL), o segundo escalão do futebol feminino da organização de futebol americano.
Com o San Zaccaria ela também permaneceu na temporada seguinte, sendo usada 12 vezes, muitas vezes começando no banco, e indo para a rede em apenas duas ocasiões, em ambas a única a marcar um gol pelo time de Ravenna, mas também não decisiva para vencer os jogos: 1-2 contra a Riviera di Romagna, no dia 18; e 1-2 contra o AGSM Verona, no dia 26, último dia do campeonato regular. Também estava no time que jogou o play-out contra o Riviera di Romagna, apesar de não entrar em campo, ela comemorou a vitória por 2 a 1 com as companheiras e o direito de permanecer na Série A também para o campeonato que está por vir. Esse foi o seu último jogo com a Romagna, despedindo-se com um placar pessoal de 12 gols marcados em 29 partidas.
Durante a época de transferências do verão de 2015, ele entrou em acordo com o recém-aposentado Como 2000, na Série B, que está determinado a integrá-la em sua equipe para buscar uma rápida promoção à primeira divisão, e onde encontrou algumas companheiras de Fiammamonza. Gaburro estava no time escalado para a primeira parte da temporada, marcando 6 gols em tantas partidas. Mas, durante a época de transferências de inverno, ela se libertou para enfrentar a aventura da Virtus Romagna, uma empresa de Bellaria-Igea Marina, a partir do Regional Série C.
No final da temporada 2016-2017, mudou-se para Fiammamonza.

## Estatísticas
| Temporada             | Time                  | Campeonato            | Campeonato | Campeonato | Copa nacional | Copa nacional | Copa nacional | Copa continental | Copa continental | Copa continental | Outras copas | Outras copas | Outras copas | Total | Total |
| Temporada             | Time                  | Comp                  | Pres       | Reti       | Comp          | Pres          | Reti          | Comp             | Pres             | Reti             | Comp         | Pres         | Reti         | Pres  | Reti  |
| --------------------- | --------------------- | --------------------- | ---------- | ---------- | ------------- | ------------- | ------------- | ---------------- | ---------------- | ---------------- | ------------ | ------------ | ------------ | ----- | ----- |
| 2008-2009             | Fiammamonza           | A                     | 8          | 1          | CI            | ?             | ?             |                  | -                | -                |              | -            | -            | 8+    | 1+    |
| 2009-2010             | Fiammamonza           | A                     | 10         | 1          | CI            | ?             | ?             |                  | -                | -                |              | -            | -            | 10+   | 1+    |
| 2010-2011             | Fiammamonza           | A2                    | 21         | 5          | CI            | ?             | ?             |                  | -                | -                |              | -            | -            | 21+   | 5+    |
| 2011-2012             | Fiammamonza           | A2                    | 27         | 17         | CI            | ?             | ?             |                  | -                | -                |              | -            | -            | 27+   | 17+   |
| 2012-2013             | Fiammamonza           | A                     | 23         | 5          | CI            | ?             | ?             |                  | -                | -                |              | -            | -            | 23+   | 5+    |
| Totale Fiammamonza    | Totale Fiammamonza    | Totale Fiammamonza    | 89         | 29         |               | ?             | ?             |                  | -                | -                |              | -            | -            | 89+   | 29+   |
| 2013-2014             | San Zaccaria          | B                     | 17         | 10         | CI            | ?             | ?             |                  | -                | -                |              | -            | -            | 17+   | 10+   |
| 2014-2015             | San Zaccaria          | A                     | 12         | 2          | CI            | ?             | ?             |                  | -                | -                |              | -            | -            | 12+   | 2+    |
| Totale San Zaccaria   | Totale San Zaccaria   | Totale San Zaccaria   | 29         | 12         |               | ?             | ?             |                  | -                | -                |              | -            | -            | 29+   | 12+   |
| 2015                  | Como 2000             | B                     | 6          | 6          | CI            | 4             | 0             |                  | -                | -                |              | -            | -            | 10    | 6     |
| 2016                  | Virtus Romagna        | C                     | ?          | ?          | CR            | ?             | ?             |                  | -                | -                |              | -            | -            | ?     | ?     |
| 2016-2017             | Virtus Romagna        | C                     | ?          | ?          | CR            | ?             | ?             |                  | -                | -                |              | -            | -            | ?     | ?     |
| Totale Virtus Romagna | Totale Virtus Romagna | Totale Virtus Romagna | ?          | ?          |               | ?             | ?             |                  | -                | -                |              | -            | -            | ?     | ?     |
| 2017-2018             | Fiammamonza           | B                     | 0          | 0          | CI            | 2             | 1             |                  | -                | -                |              | -            | -            | 2     | 1     |
| Totale carriera       | Totale carriera       | Totale carriera       | 124+       | 47+        |               | 6+            | 1+            |                  | -                | -                |              | -            | -            | 130+  | 48+   |

## Prêmios
- Campionato italiano di Serie A2: 1

Fiammamonza: 2011-2012
- Campionato italiano di Serie B: 1

San Zaccaria: 2013-2014